# Estação Itararé (Teleférico do Alemão)
A Estação Itararé é uma das estações do Teleférico do Alemão, situada na cidade do Rio de Janeiro, entre a Estação Alemão/Kibon e a Estação Palmeiras. É administrada pelo Consórcio Rio Teleféricos.
Foi inaugurada em 7 de julho de 2011, entretanto encontra-se fechada desde o dia 14 de outubro de 2016. Localiza-se no cruzamento da Rua da Assembléia com a Rua São José, na Comunidade do Itararé. Atende o bairro do Complexo do Alemão, situado na Zona Norte da cidade.
Enquanto em operação, contava com patrocínio da Natura, chamando-se à época Estação Itararé/Natura.